# Станикзай, Шер Мохаммад Аббас
Шер Мохаммад Аббас Станикзай или Шеру  — заместитель главы политического офиса Талибана в Дохе, Катаре.

## Биография
Этнический пуштун из племени Станикзай, он родился в 1963 году в районе Бараки Барак провинция Логар Афганистан. Получив степень магистра политических наук, он позже учился в Индийской военной академии в Дехрадуне, которая в 1970-х годах занималась подготовкой офицеров афганской армии. Он участвовал в советско-афганской войне, сначала с Исламским и национально-революционным движением Афганистана Мохаммада Наби Мохаммади, затем с Исламским союзом Абдула Расула Сайяфа за освобождение Афганистана в качестве командующего его юго-западным фронтом.

## Первое правление талибов (1996—2001)
Во время первого правления талибов в Афганистане в 1996—2001 годах Станакзай был заместителем министра иностранных дел при министре Вакиле Ахмеде Муттавакиле, а затем заместителем министра здравоохранения. Муттавакил ему не доверял, он часто давал интервью иностранным СМИ, так как хорошо говорит по-английски.
В 1996 году Станикзай отправился в Вашингтон, округ Колумбия, в качестве исполняющего обязанности министра иностранных дел, чтобы попросить администрацию Клинтона предоставить дипломатическое признание Афганистану, управляемому талибами.

## Урегулирование ситуации в Афганистане

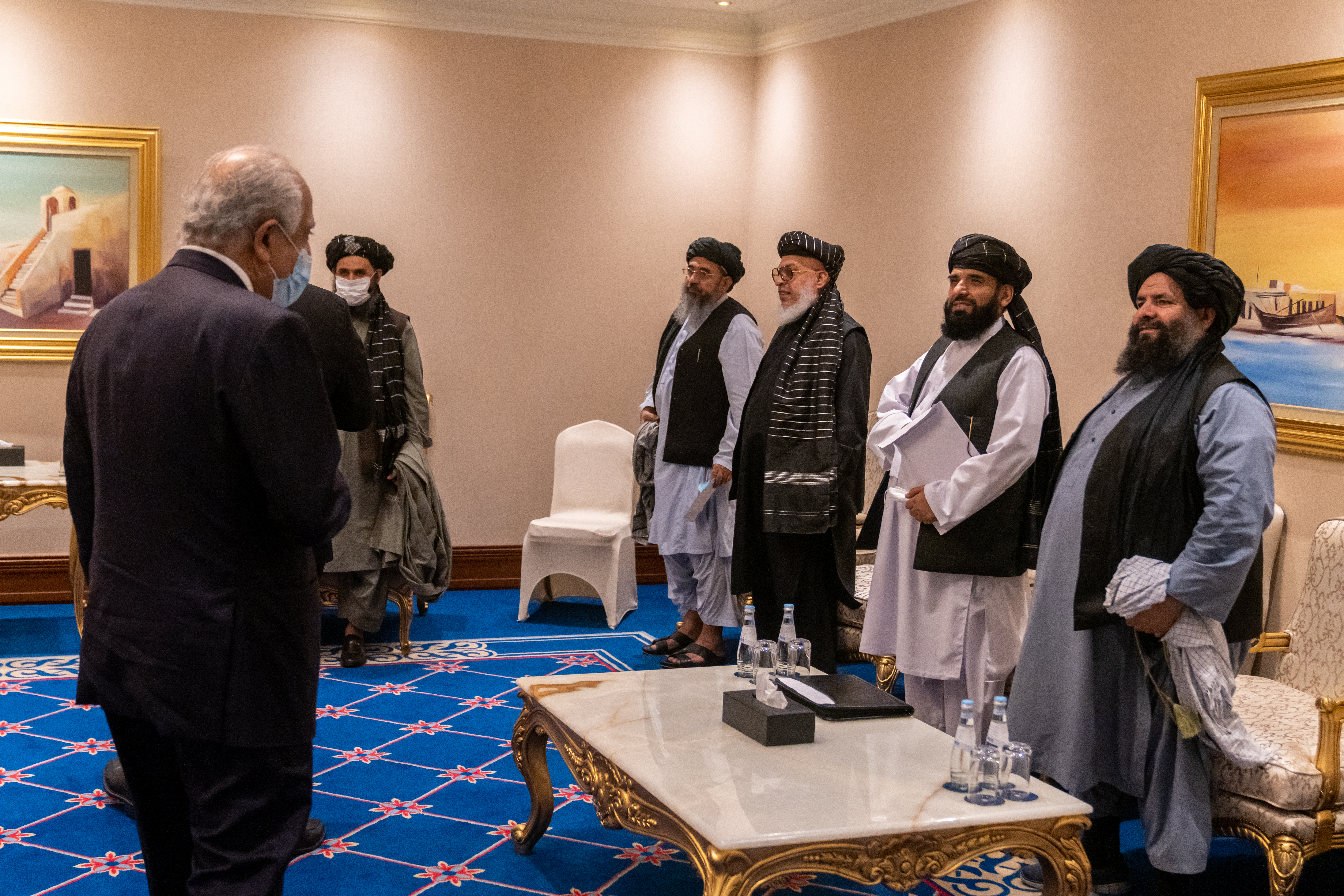
Шер Мохаммад Аббас Станикзай (третий справа) встречается с представителем США Залмаем Халилзадом (слева) и госсекретарем Майком Помпео (скрыто), Доха, Катар, 21 ноября 2020 г.

Станикзай прибыл в Катар с Тайяб Ага и другими в январе 2012 года, чтобы способствовать открытию политического офиса талибов в этой стране. 6 августа 2015 года он был назначен исполняющим обязанности главы политического офиса, заменив Ага, который ушел в отставку. После своего назначения Станикзай поклялся в верности Ахтару Мансуру, сказав: «Я и другие члены политического офиса Исламского Эмирата заявляем о верности благородному мулле Ахтару Мансуру». Он был утверждён в должности главы политического офиса в ноябре 2015 года.
С 18 по 22 июля 2016 года он находился в Китае для переговоров с китайскими официальными лицами. В феврале 2017 года Станикзаю было отказано во въезде в Объединенные Арабские Эмираты.
С 7 по 10 августа 2018 года Станикзай возглавлял делегацию талибов в Узбекистане. Делегация встретилась с министром иностранных дел Узбекистана Абдулазизом Камиловым и спецпредставителем Узбекистана в Афганистане Исматиллой Иргашевым. С 12 по 15 августа он посетил Индонезию для переговоров с официальными лицами, где встретился с первым вице-президентом Индонезии Мухаммадом Джусуфом Каллой, министром иностранных дел Индонезии Ретно Марсуди и Хамидом Авалуддином, специальным представителем Индонезии в Афганистане. Он стал заместителем главы офиса в сентябре 2020 года, его сменил Абдул Хаким Исхакзай.

## Второе правление талибов (2021 — настоящее время)
Станикзай обратился к народу Афганистана по национальному телевидению и радио 30 августа 2021 года. Он говорил о стремлении Талибана к дружественным отношениям с США, НАТО и Индией, а также заявил, что не позволит Пакистану использовать территорию Афганистана в его холодном конфликте с Индией. Он говорил о сикхах и индуистах  своей страны, заявив, что они могут жить мирно, и надеясь, что те кто уехал, вернутся.